# Veera Liukkonen
Veera Liukkonen (Hirvensalmi, 4 de agosto de 1969) es una deportista finlandesa que compitió en taekwondo. Ganó una medalla de bronce en el Campeonato Mundial de Taekwondo de 1993 y dos medallas de bronce en el Campeonato Europeo de Taekwondo, en los años 1990 y 2000.

## Palmarés internacional
| Campeonato Mundial | Campeonato Mundial          | Campeonato Mundial | Campeonato Mundial |
| Año                | Lugar                       | Medalla            | Categoría          |
| ------------------ | --------------------------- | ------------------ | ------------------ |
| 1993               | Nueva York (Estados Unidos) | Medalla de bronce  | –70 kg             |
| Campeonato Europeo |                             |                    |                    |
| Año                | Lugar                       | Medalla            | Categoría          |
| 1990               | Aarhus (Dinamarca)          | Medalla de bronce  | –70 kg             |
| 2000               | Patras (Grecia)             | Medalla de bronce  | –72 kg             |